# Amza Pellea
Amza Pellea (ur. 7 kwietnia 1931 w Băilești, zm. 12 grudnia 1983 w Bukareszcie) – rumuński aktor filmowy i teatralny.

## Młodość i kariera teatralna
Był synem Amzy i miał czworo rodzeństwa. Początkowo chciał zostać reżyserem, jednak w Instytucie Kinematografii w Bukareszcie został przydzielony do grupy aktorskiej. W latach 1957–1959 wystąpił w 14 rolach w teatrze w Krajowej. Występował także w Teatrze Małym, teatrze Nottara, Teatrze Komediowym i Teatrze Narodowym w Bukareszcie. W tym ostatnim grał m.in. Włada Palownika w A treia țeapă. 22 marca 1973 został dyrektorem artystycznym Teatru Narodowego w Krajowej, którym był do 24 września 1974, a następnie w latach 1974–1983 był dyrektorem Institutul de Artă Cinematografică I.L. Caragiale w Bukareszcie.

## Kariera filmowa

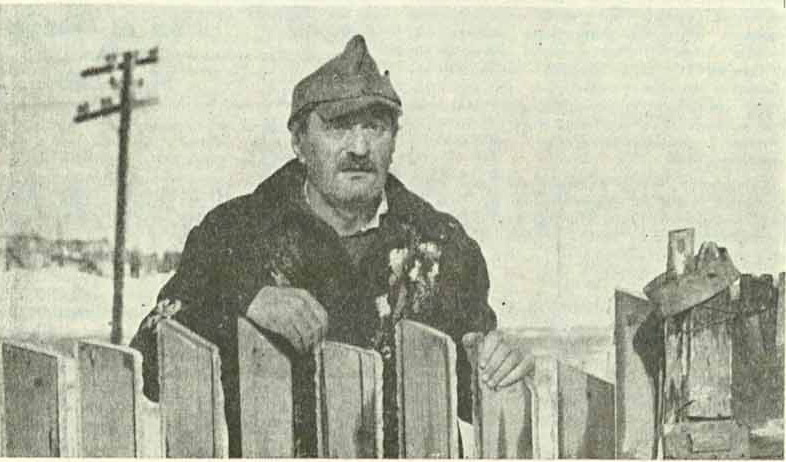
Kadr z filmu Osąd

Debiutował w 1955 roku w filmie Alarmă în munți. W 1961 wystąpił w Pragnieniu, a dwa lata później w filmie Tudor. W 1965 roku zagrał w Neamul Șoimăreștilor, a rok później w Hajdukach. W 1967 roku zagrał Decebala w rumuńsko-francuskiej koprodukcji historycznej Waleczni przeciw rzymskim legionom, a rok później odegrał rolę tego samego bohatera w Kolumnie Trajana. W 1971 roku wcielił się w rolę Michała Walecznego w filmie historycznym o tym samym tytule, natomiast w 1972 roku wystąpił w filmie Puterea și adevărul, w którym zagrał antykomunistycznego opozycjonistę Petre Petrescu, a także w dziele Śmierć Ipu. Rok później zagrał w Ostatnim naboju, z kolei w 1976 roku wystąpił w filmie Osąd, za który otrzymał nagrodę dla najlepszego aktora na festiwalu w Moskwie w 1977. W 1978 roku zagrał w filmie Revanșa, a w 1981 roku wystąpił w Gnieździe złoczyńców.

### Wujaszek Marin
Pellea jest twórcą postaci komediowej wujaszka Marina, archetypowego oltejskiego chłopa. Postać tę zaprezentował najpierw w radiu (1969), później od 1970 roku w telewizji. W 1973 roku najbardziej kultowe teksty wujaszka Marina zostały wykorzystane w książce Să rîdem cu... Amza Pellea. W 1979 roku zagrał tytułową rolę w filmie Wujaszek Marin milionerem, którego był pomysłodawcą oraz autorem scenariusza. Film ten obejrzało w kinach 14,6 mln widzów, ustanawiając rekord oglądalności w Rumunii.

## Odznaczenia i upamiętnienie

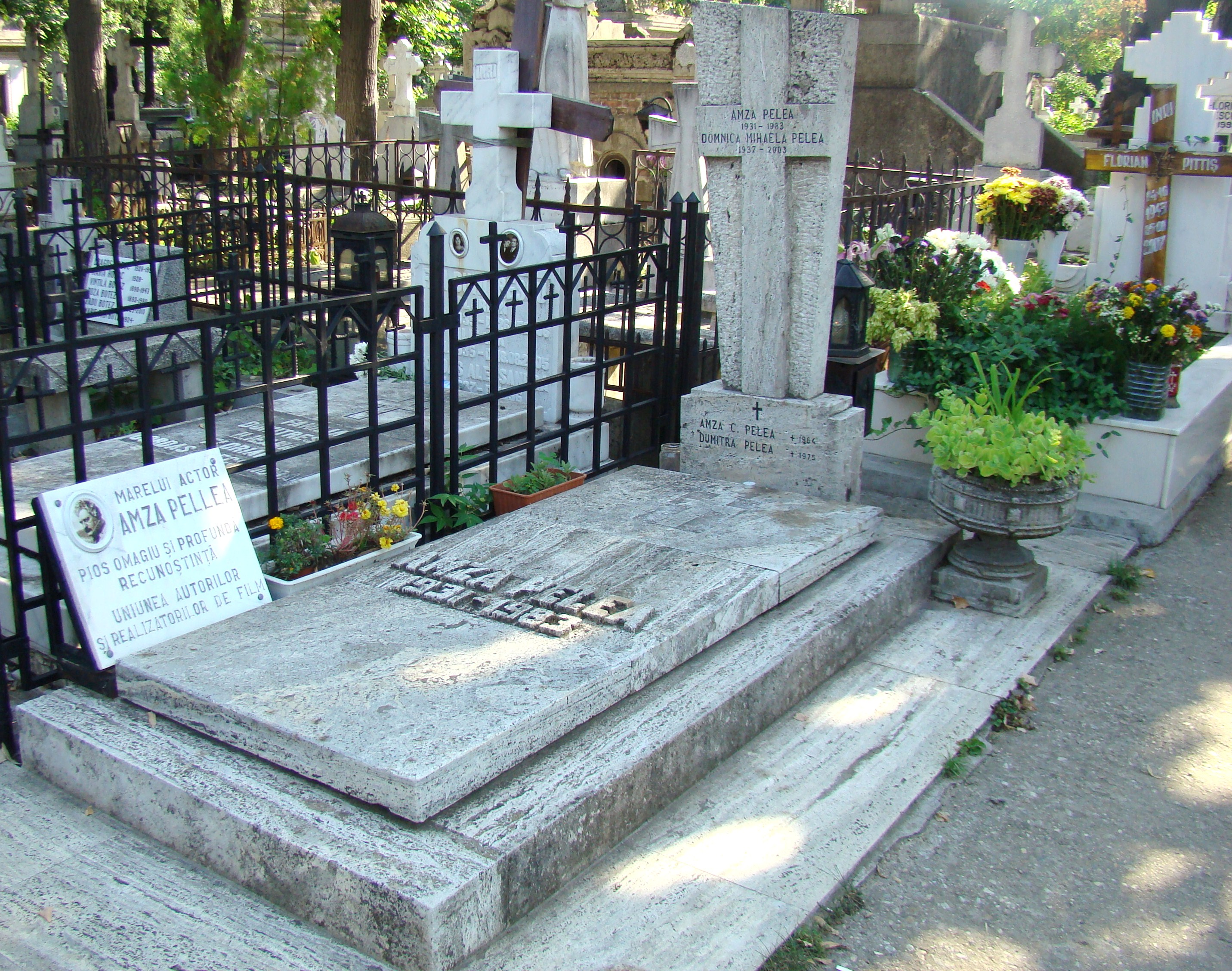
Grób Pellei na cmentarzu Bellu w Bukareszcie

W 1971 roku został odznaczony Orderem Zasługi Kulturalnej I klasy. W 2006 roku został sklasyfikowany na 60. miejscu na liście 100 najwybitniejszych Rumunów. W sierpniu 2008 w Băilești otwarto muzeum, stanowiące dom pamięci Pellei. Czternaście lat później prowadząca obiekt córka aktora zamknęła go i oskarżyła lokalne władze o brak zainteresowania obiektem oraz obwiniła o uciążliwe procedury administracyjne. W kwietniu 2023 córka aktora poinformowała o ponownym otwarciu obiektu. Jego imieniem nazwano też jedną z ulic oraz dom kultury, przedszkole i fontannę w jego rodzinnej miejscowości. Był ulubionym aktorem reżysera Sergiu Nicolaescu, ale także i Nicolae Ceaușescu.

## Życie osobiste
28 września 1958 poślubił Domnicę Mihaelę Policrat, z którą miał córkę Oanę (ur. 1962), która również została aktorką. Zmarł 12 grudnia 1983 w Bukareszcie na raka płuc. Pochowany na cmentarzu Bellu w Bukareszcie.